# Бертранж (Люксембург)
Бертранж (люксемб. Bartreng, фр. Bertrange, нім. Bartringen) — місто в Люксембурзі, що утворює собою окрему комуну. Входить до складу кантону Люксембург в окрузі Люксембург.

## Географія
Площа території комуни становить 17,39 км² (71-е місце за цим показником серед 116 комун Люксембургу).
Найвища точка комуни над рівнем моря — 352 метрів (97-е місце за цим показником серед комун країни), найнижча — 277 метрів (90-е місце).

## Демографія
Станом на 2011 рік на території комуни мешкало 6 446 ос.
Динаміка чисельності населення: